# Capnia nana
Capnia nana är en bäcksländeart som beskrevs av Peter Walter Claassen 1924. Capnia nana ingår i släktet Capnia och familjen småbäcksländor.

## Underarter
Arten delas in i följande underarter:
- C. n. wasatchae
- C. n. nana